# Xizhi

Situation du district dans Nouveau Taipei.

Xizhi (chinois traditionnel : 汐止區 ; pinyin : Xìzhǐ Qū) est un district de la ville de Nouveau Taipei, à Taïwan, la ville satellite de la région métropolitaine de Taipei.

## Géographie
Le district de Xizhi est situé dans la vallée de la rivière Keelung à l'est du bassin de Taipei. La superficie du district est de 69,688 km2. la ville est entourée de massifs montagneux. Le point culminant est le mont Wuzhi, d'une altitude de 899 mètres.

## Population
La population du district de Xizhi était de 197 749 habitants en 2016.

## Histoire
L'histoire de Xizhi débute avec l'établissement du peuple aborigène taïwanais Ketagalan sur les rives nord de la rivière Keelung. La localité alors dénommée Phang-á-sī-siā (chinois : 峰仔峙社 ; pinyin : Fēngzǎizhìshè). devient un endroit stratégique dès la colonisation espagnole et l'établissement d'une route entre les forts de San Domingo et San Salvador en 1630. Le régime alors en place est décrit par des sources néerlandaises comme violent et brutal. Après le départ des Espagnols en 1642, la domination hollandaise, à laquelle les Ketagalan font allégeance est décrite comme prospère. Les aborigènes cultivent alors à Xizhi, de la canne à sucre, du riz rouge et du riz blanc. Les recensements de l'époque attestent alors de la présence d'une trentaine de foyer dans la localité.
Les premiers immigrants Han en provenance du Guangdong s'installent sous la dynastie Qing, au sud de la rivière dans une colonie nommée Phang-á-sī-chng (chinois : 峰仔峙庄 ; pinyin : Fēngzǎizhìzhuāng). La première mention de leur installation date de 1751. Leur nombre s'accroit progressivement tout en coexistant avec le peuplement Ketagalan du nord de la rivière. L'activité principale demeure l'agriculture. Les terres sont la propriété des aborigènes que les nouveaux arrivants, métayers, louent.
À partir de 1808, treizième année du règne de l'empereur Jiaqing, la localité est renommée officiellement Chúi-tńg-kha (chinois : 水返腳 ; pinyin : Shuǐ fǎn jiǎo ; litt. « eau retour pied »), en référence au fait que la marée remonte la rivière Keelong jusqu'à ce point précis. La localité se développe tout au long du XIXe siècle grâce à son emplacement stratégique vers Yilan et grâce à l'ouverture des ports de Keelung et de Tamsui à la suite du traité de Tientsin en 1862. En 1889, une gare est inaugurée sur la première ligne de chemin de fer de Taïwan entre Taipei et Keelung. En 1896, le tunnel reliant Xizhi à Nangang est achevé.
Sous l'ère japonaise la localité est renommée Shiodome (chinois : 汐止 ; litt. « fin de la marée ») par les Japonais en 1920. À la suite de la rétrocession de Taïwan à la République de Chine en 1945, la ville conserve le toponyme attribué par les japonais en kanji désormais prononcé en mandarin Xizhi. Elle reçoit d'abord le statut de canton urbain du comté de Taipei, puis celui de ville administrée par le comté en 1999 lorsque sa population dépasse 50 000 habitants. Le 25 décembre 2010, la ville devient un district avec l'établissement de la municipalité spéciale du Nouveau Taipei.